# Дом де Бово
Дом де Бово́ (фр. La maison de Beauvau) — французское знатное семейство родом из Анжу. Семья приобрела своё имя от названия города Бово, в департаменте Мен и Луара.
Одна ветвь рода, Бово-дю-Риво, осела в Бретани и из неё вышли два епископа Нанта, другая ветвь, Бово-Краон, осела в Лотарингии. Являясь подданными графом Анжу, они в то же время вместе с ними служили и королям Франции вплоть до XVIII века. В 1454 году семья де Бово породнилась с королевским домом Бурбонов, когда Изабель де Бово вышла замуж за графа Вандома Жана II де Бурбон.
Первым в документах упоминается Рене де Бово, в 1265 году участвовавший во французском завоевании Неаполя и ставший позднее коннетаблем Карла Анжуйского в королевстве Неаполь. В 1664 году король-солнце Людовик XIV даровал главе семьи титул маркизов Бово, а также право на титул «cousin du Roi» (кузен короля).
В 1722 Марк де Бово-Краон получил титул князя Священной Римской Империи, и именно под данным титулом в 1775 году семья получила престижное право на «Honneurs de la Cour» — церемонию представления семьи королю Франции в Версале.